# Aleurina magnicellula
Aleurina magnicellula är en svampart som beskrevs av Dissing, Korf & W.Y. Zhuang 1986. Aleurina magnicellula ingår i släktet Aleurina och familjen Pyronemataceae.   Inga underarter finns listade i Catalogue of Life.